# 瓦利鎮區 (明尼蘇達州馬歇爾縣)
瓦利鎮區（英語：Valley Township）是位於美國明尼蘇達州馬歇爾縣的一個行政鎮區。

## 地方資料
瓦利鎮區的面積為87.66平方千米，皆為陸地。根據2020年美國人口普查的數據，當地共有人口135人，而人口密度為每平方千米1.54人。